# Bạch-Long-Brücke

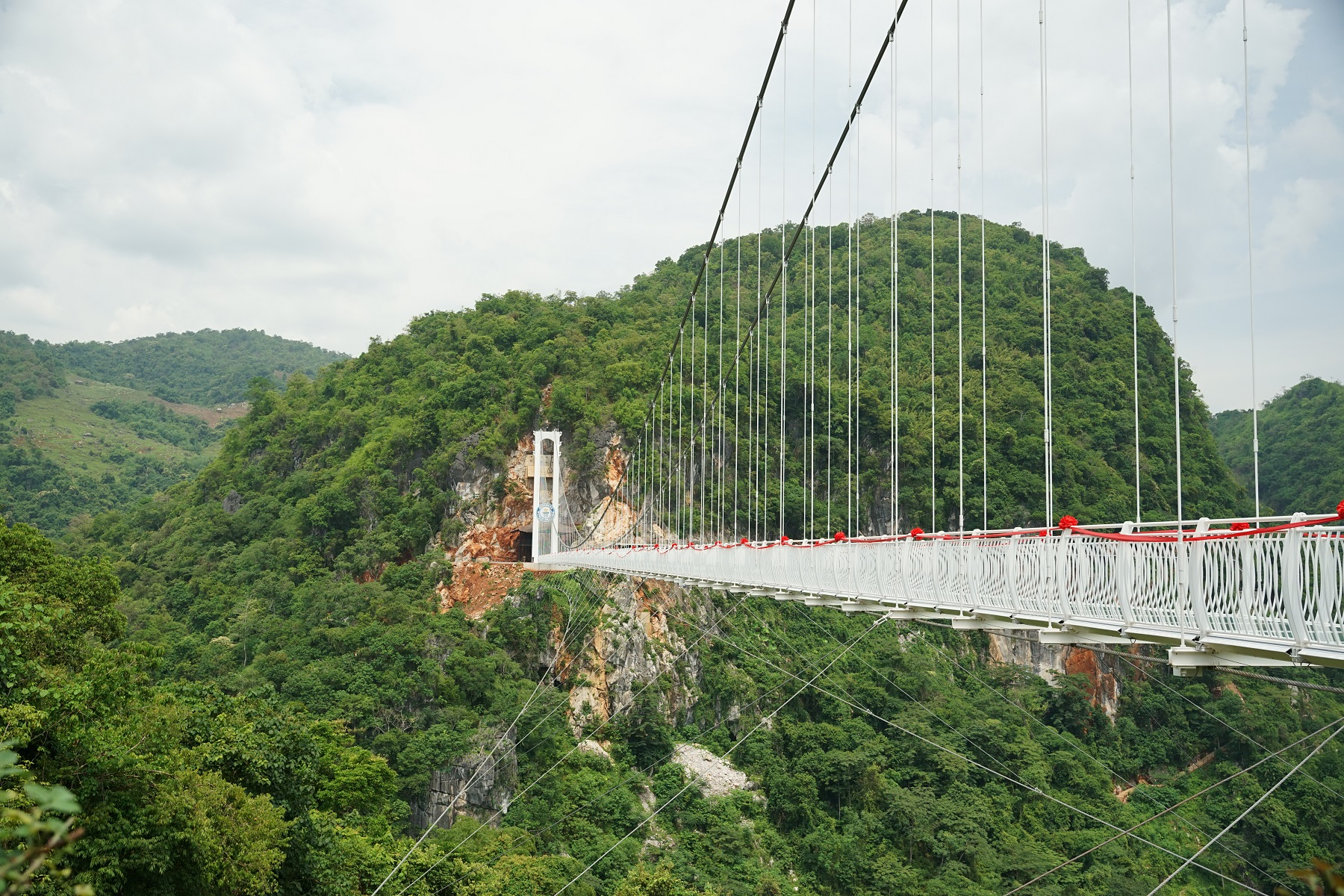
Die Bạch-Long-Brücke 2022

Die Bạch-Long-Brücke (übersetzt Weißer Drache) ist eine im Jahr 2022 fertiggestellte, mit einem Glasboden versehene Fußgängerbrücke in Vietnam. Sie befindet sich in einem Touristen- und Resortkomplex in der Gemeinde Mường Sang im Distrikt Mộc Châu der Provinz Son La. Mit ihren 632 Metern (2073,5 Fuß) Gesamtlänge ist sie eine der längsten Glasbodenbrücken der Welt, unter anderem länger als die 488 Meter lange Hongyagu-Brücke und eine 2020 eröffnete 526 Meter lange Konstruktion in der Region Drei Schluchten, beide in der Volksrepublik China. Die Brücke verbindet zwei Bergkuppen. Die in Korea gefertigten Tragkabel bestehen aus sieben Strängen mit je 50 Millimetern Durchmesser, die an zwei 30 Meter hohen Pylonen aufgehängt sind. Der Abschnitt, der über die Klippe führt, ist 290 Meter lang, auf der Klippe 342 Meter.
Der Glasboden aus 40 Millimeter dicken, supergehärteten Dreischicht-Platten wurde vom französischen Unternehmen Compagnie de Saint-Gobain hergestellt. Die Brücke ist im Hauptteil 2,4 Meter breit, ansonsten 1,5 Meter. Sie überspannt eine Tiefe von 150 Metern und ist zusätzlich mit einem Beleuchtungs- und Toneffektsystem ausgestattet.
Am 30. April 2022, der als „Tag der nationalen Wiedervereinigung“ ein gesetzlicher Feiertag in Vietnam ist, erfolgte die Freigabe für das allgemeine Publikum. Das Begehen ist kostenpflichtig, es dürfen sich bis zu 500 Personen gleichzeitig auf der Brücke befinden.